# Sandi Lah
Aleksander »Sandi« Lah , slovenski nogometaš in trener.
Lah je nekdanji nogometaš, ki je igral na položaju napadalca. V svoji karieri je igral za slovenske klube Ilirija, Primorje in SK Ljubljana ter srbski BASK. Po združitvi Ilirije in Primorja v SK Ljubljana je igral v jugoslovanski nogometni ligi med letoma 1935 in 1938. Nato je prestopil v beograjski BASK in z njim prav tako nastopil v jugoslovanski prvi ligi. Leta 1950 je vodil ponovno vzpostavitev nogometne ekipe Ilirije. Kasneje je vodil tudi Rudar Kakanj in Borac Banja Luka.